# Cáucaso
El Cáucaso (en armenio: Կովկաս, Kovkas; en ruso: Кавказ, Kavkaz; en georgiano: კავკასია, k'avk'asia; en turco: Kafkasya; en persa: قفقاز‎, Qafkazi; en azerí: Qafqaz; en avar: Кавказ - كافكاز, Kavkaz; en checheno: Kovk-Aze ) es una región natural ubicada en la linde entre Europa Oriental y Asia Occidental, entre el mar Negro y el mar Caspio, que incluye a la propia cordillera del Cáucaso y las tierras bajas circundantes, contando con una longitud total de unos 1200 km. Tiene una superficie de 298 133 km², que incluyen Georgia, ezerbaijannia y las repúblicas caucásicas de Rusia.  
Su cumbre situada a mayor altitud es el monte Elbrús, de 5642 m s.n.m. de altitud, aunque existen otros tres picos que superan los 5000 m, el Dykh Tau (5203 m), el Chkhara (5068 m) y el Kazbek (5047 m), y otros que superan los 4000 m.
Esta región puede estar razonablemente dividida en dos subregiones:
- Cáucaso septentrional o Ciscaucasia en la vertiente norte, que pertenece a la Federación Rusa y se divide en siete repúblicas autónomas: Chechenia, Osetia del Norte, Ingusetia, Kabardino-Balkaria, Karacháevo-Cherkesia, Adiguesia y Daguestán. Esta subregión se suele incluir dentro de Europa Oriental.
- Cáucaso meridional o Transcaucasia en la vertiente sur de las montañas del Gran Cáucaso, en donde coexisten tres estados independientes: Armenia, Azerbaiyán y Georgia. Esta subregión se suele incluir dentro la zona transcontinental entre Europa Oriental y Oriente Próximo.

Se trata de una región con una dilatada y variada historia, por la que han pasado gran variedad de pueblos y civilizaciones, que se reflejan en su actual composición étnica, religiosa y lingüística.

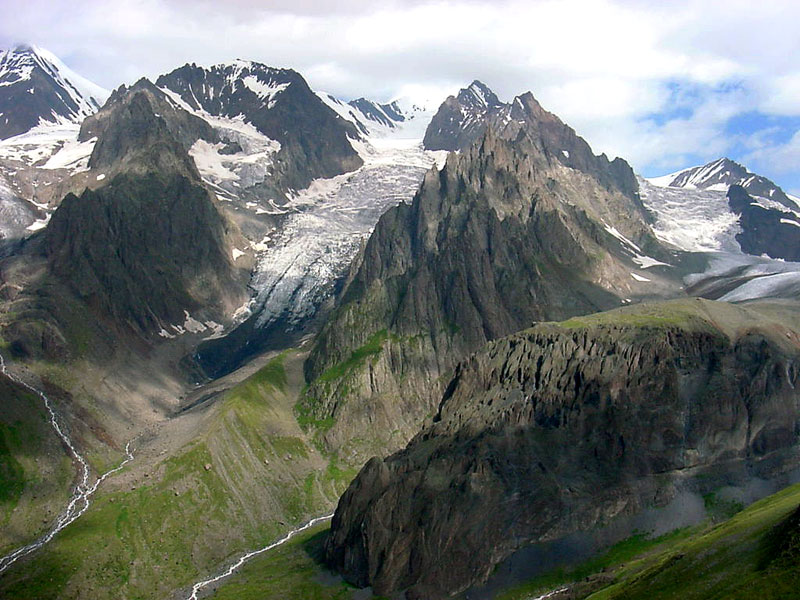
Montañas y glaciares en el Cáucaso

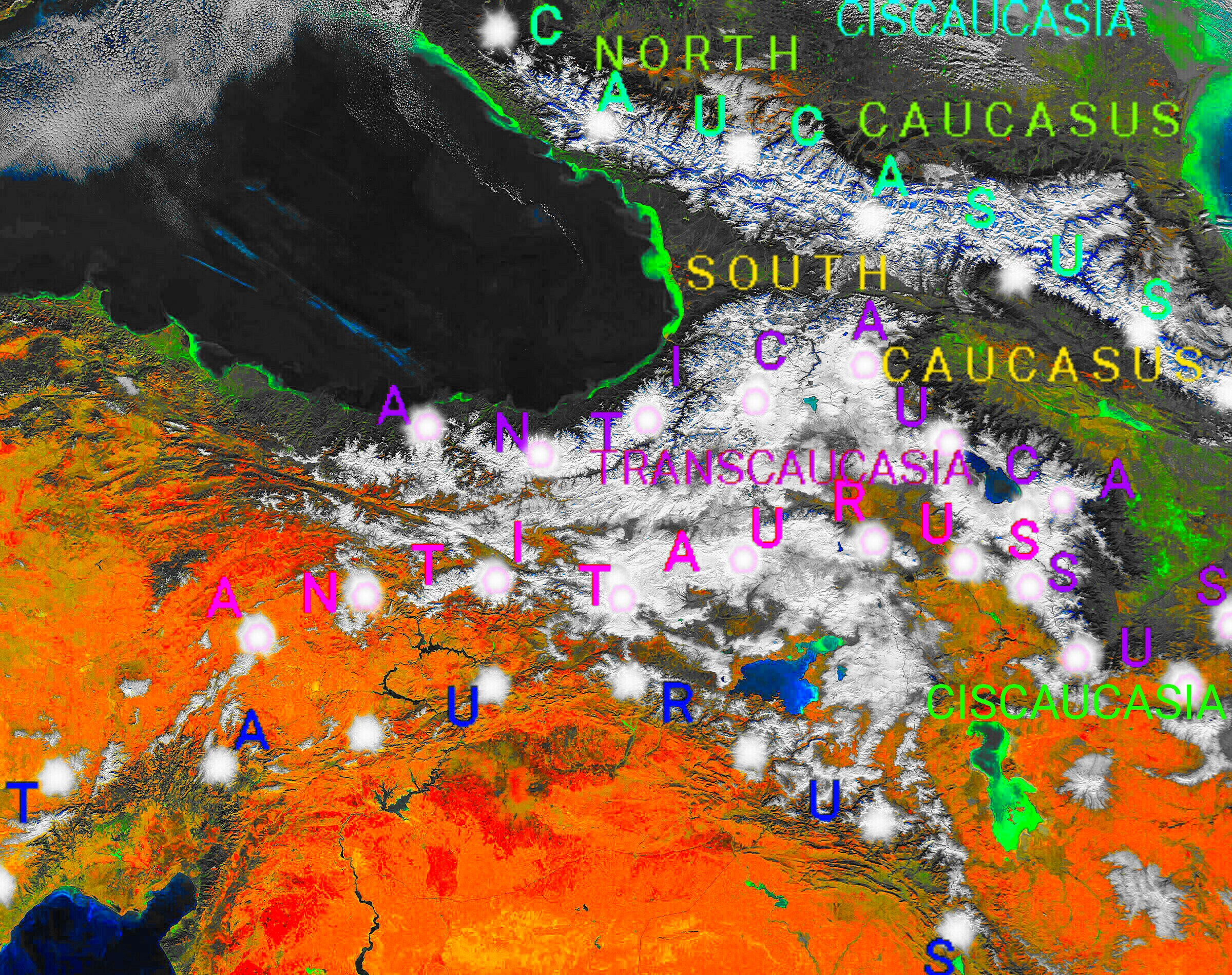
Regiones montañosas del Cáucaso desde el espacio

## Etimología
El nombre proviene del griego Káukasos, legendario pastor escita asesinado por Crono y que dio nombre a las montañas. En la mitología griega, el Káukasos era uno de los pilares que sostienen al mundo. Se afirma también que Prometeo fue encadenado a estas montañas por Zeus.
Otra versión es que procede del personaje mítico llamado Caucas, antecesor legendario de los pobladores del Cáucaso. Este era el hijo de Togarma, y nieto de Jafet (tercer hijo de Noé) o Jápeto. Su historia fue puesta por escrito en una compilación de crónicas georgianas medievales, llamada Kartlis Tsjovreba (‘Vida de Kartli’, centro de la región antigua y medieval de Georgia, conocida también como Iberia, redactadas a partir de la tradición oral del lugar. Uno de los autores de estos textos, cuya cronología oscila entre el siglo IX y el XIV, que se ha podido identificar es Leonti Mroveli (siglo XI).
En los idiomas más relevantes para la región, el nombre es: en avar: Кавказ - كافكاز Kavkaz; en checheno: Kovk-Aze; en georgiano: კავკასია k'avk'asia; en armenio: Կովկաս Kovkas; en azerí: Qafqaz; en ruso: Кавказ Kavkaz; en turco: Kafkasya.

## Geografía física

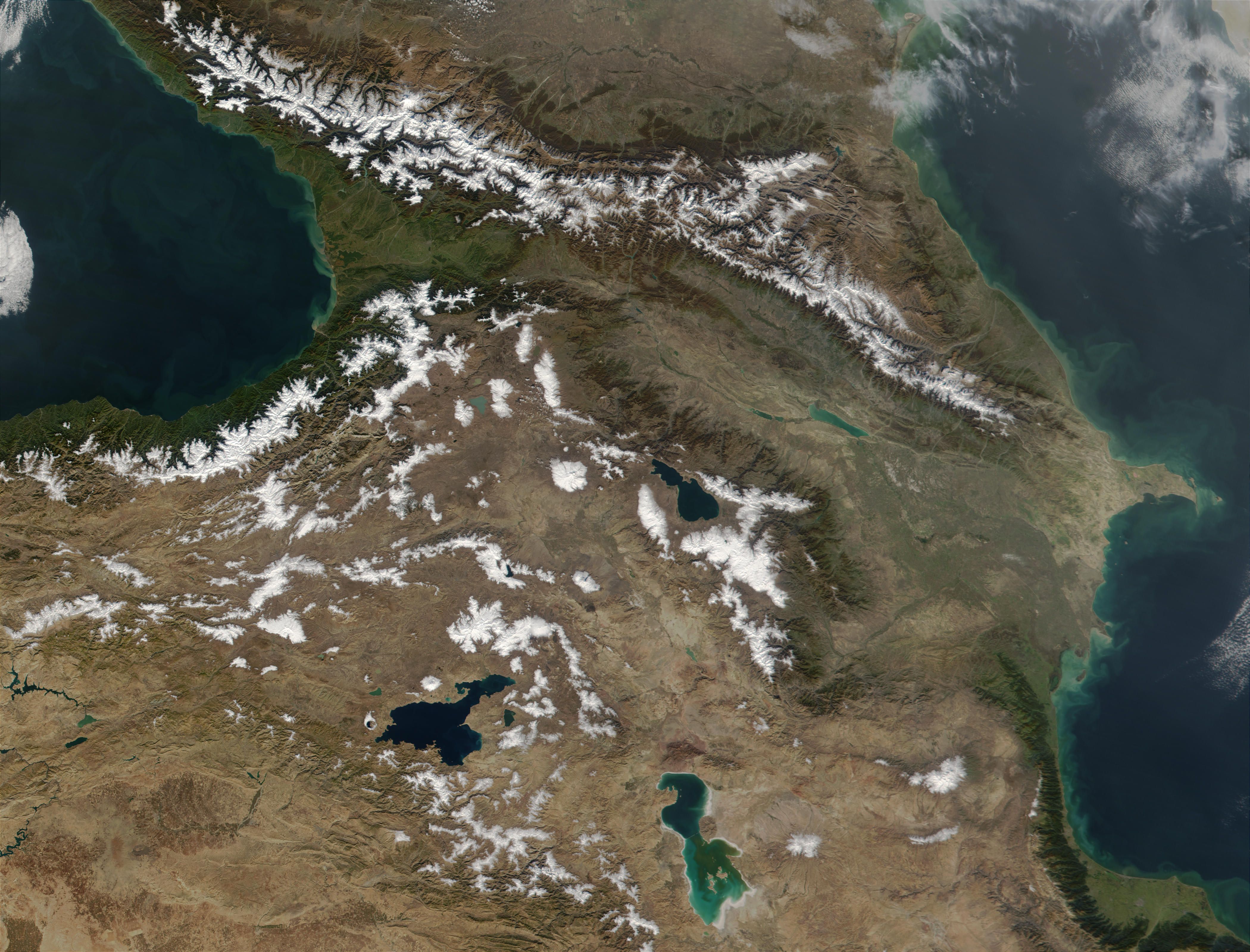
Imagen satelital del Cáucaso.

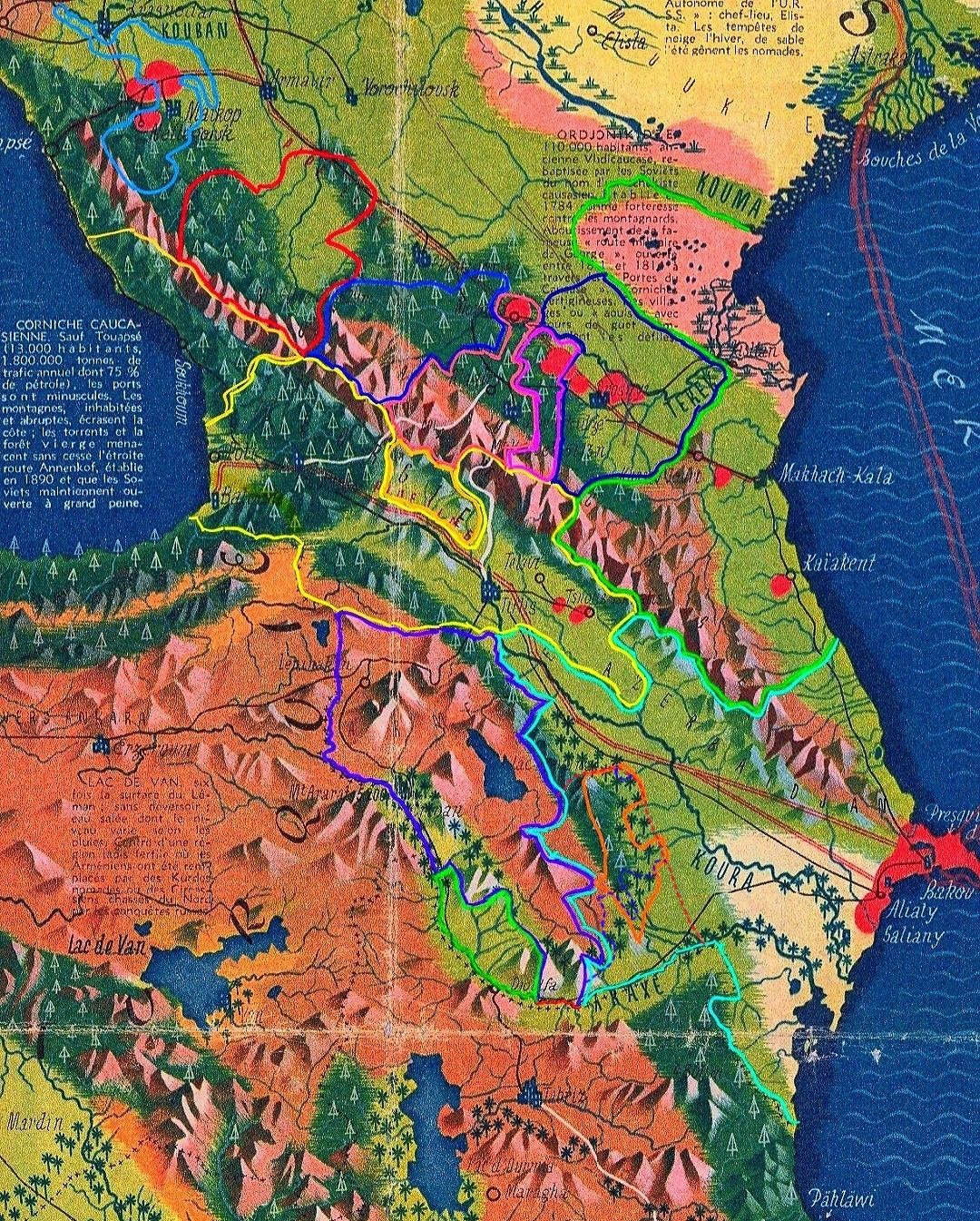
Relieve natural y vegetación del istmo del Cáucaso, 1940

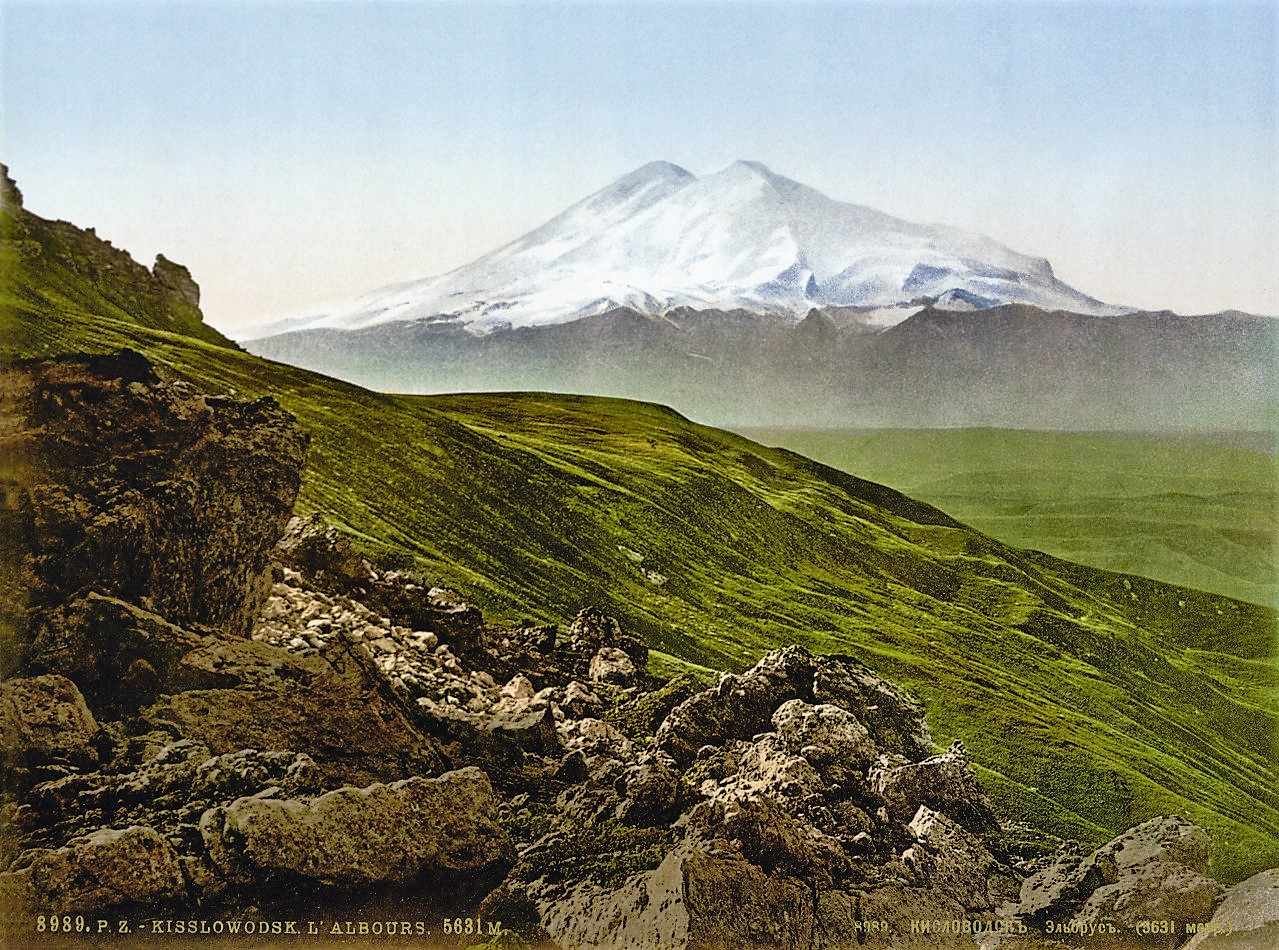
Monte Elbrús, la altitud culminante del Cáucaso.

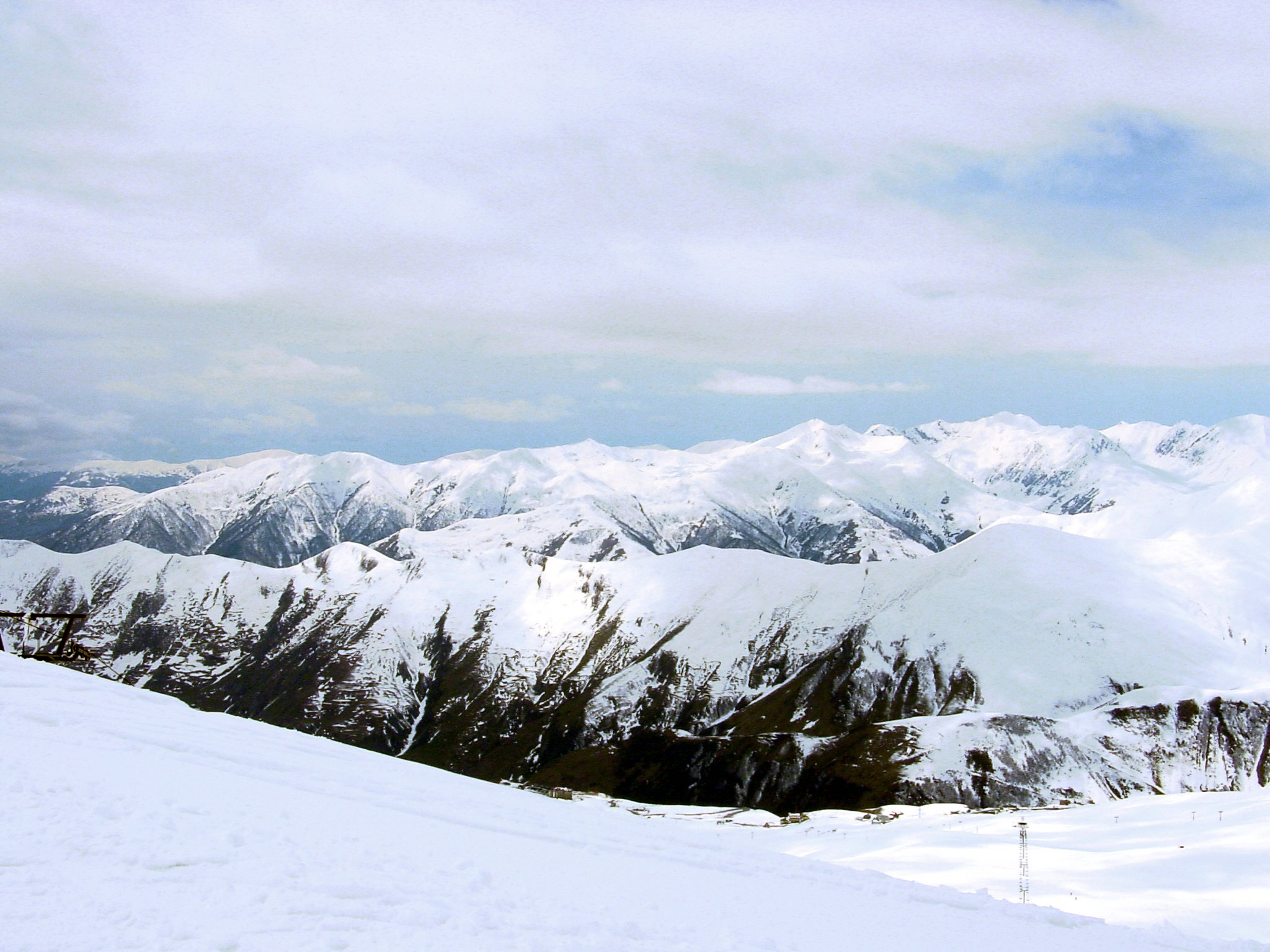
El Cáucaso en Gudauri (Georgia).

La cadena montañosa, rectilínea, no asciende a una mínima altitud hasta que, partiendo del estrecho de Kerch hacia el este, alcanzada una distancia de 300 km, culminando las mayores altitudes en la parte central de la cadena, existiendo diversos macizos montañosos extensos, de origen volcánico, actualmente cubiertos de hielo:
- Monte Elbrús, de 5642 m, en la Rusia europea, la cumbre más alta de Europa.
- Dykh-Tau, 5203 m, en la Rusia europea.
- Chkhara, 5068 m, entre Georgia y Rusia.
- Kazbek, 5047 m, en Georgia.
- Ushba, 4695 m.
- Uipata, 4638 m.

Mientras que la zona del Cáucaso central se halla cubierta de numerosos glaciares, el Cáucaso occidental está dominado por la presencia de abundantes bosques, mientras que el Cáucaso oriental, situado a menor altitud y más seco, es una región casi desértica. Estos contrastes son no obstante menos visibles entre las vertientes septentrional y meridional de la cordillera.
El Cáucaso carece de valles longitudinales que permitan fragmentarlo a lo largo y mitigar o atenuar su papel de obstáculo en las comunicaciones. En la zona central, está atravesado por diversas vías de comunicación, como la del valle del Térek que desemboca en el paso de la Cruz (a 2388 m de altitud) por el desfiladero de Darial.
Entre el Gran Cáucaso y el Pequeño Cáucaso se extiende la Transcaucasia, de 700 km de longitud, abarcando el espacio entre el mar Negro y el mar Caspio. Se trata de una región geológicamente compleja, con dos cuencas fluviales claramente diferenciadas: la Cólquida en el occidente y las llanuras de Azerbaiyán en el oriente. En el centro, los pasillos paralelos del curso medio del río Kura, del Iori y del Alazani, así como las llanuras de Gori se escalonan entre los 150 m y los 700 m de altitud.
Al sur, las montañas de Georgia y de Armenia constituyen el tercer sector del Cáucaso, llamado el Pequeño Cáucaso, cuya altitud media está en torno de los 2000 m.
La cadena montañosa está frecuentemente cortada por vastos macizos volcánicos, con coladas de lava solidificadas: al oeste del lago Seván, la montaña del Aragáts (80 km de largo) constituye la parte más elevada del macizo volcánico del Alaghez (4095 m), punto culminante del Pequeño Cáucaso, en Armenia. Numerosas cuencas fluviales interiores quedan dominadas por altas cumbres que mantienen en sus cimas nieves perpetuas.

## Geografía política

División política del Cáucaso.

Aunque a lo largo de la mayor parte del siglo XX el Cáucaso había quedado políticamente agrupado en tan sólo tres estados (Turquía, el Imperio ruso sucedido por la Unión Soviética, y Persia, luego denominada Irán), desde 1991, tras la disolución de la Unión Soviética, se produjo la eclosión de una serie de nuevas naciones, desgajadas de las zonas periféricas de la Unión Soviética, lo que alteró profundamente el mapa político de la región, dando lugar además al inicio de luchas y enfrentamientos entre muchos de los grupos étnicos de la región.
En consecuencia, junto a los dos estados que ocupaban las vertientes sur del Cáucaso, Turquía e Irán, se han añadido Azerbaiyán, Armenia y Georgia en la zona central de la región, además de Rusia en su extremo septentrional, manteniendo el control sobre un conglomerado de divisiones administrativas de diverso nivel, alguna de las cuales se halla inmersa en una guerra por obtener su independencia. Esencialmente, se trata de un total de siete repúblicas autónomas de la Federación Rusa: Chechenia, Osetia del Norte, Ingusetia, Kabardino-Balkaria, Karacháevo-Cherkesia, Adiguesia y Daguestán. Los conflictos son especialmente graves en el caso de Chechenia, desembocando en la primera y segunda guerras chechenas. En la vertiente meridional, Georgia tiene conflictos con dos regiones independentistas (apoyadas por Rusia), mientras Armenia y Azerbaiyán están enfrentadas por la región del Alto Karabaj que, poblado por una mayoría armenia, se separó de Azerbaiyán con apoyo armenio.

## Demografía

Grupos etnolingüísticos de la región del Cáucaso 2009.

Los pueblos que actualmente residen en la zona del Cáucaso hablan en la actualidad aproximadamente un centenar de lenguas y dialectos distintos, pertenecientes a las familias lingüísticas de las lenguas caucásicas (unas 60 o 70 lenguas distintas), pero también a otras, como a la familia de las lenguas indoeuropeas, a la de las lenguas túrquicas o a la de las lenguas semíticas.
El Cáucaso es una de las regiones más variadas del mundo por lo que respecta a su composición étnica. Cohabitan allí decenas de pueblos, algunos presentes desde hace miles de años, otros llegados desde hace algunos siglos, como los rusos, y se practican al menos siete religiones: la judía, el cristianismo (ortodoxo, monofisita, entre otros), el islam (sunita, chiita), el bahaísmo y budismo.
En los años 1940, durante el régimen de Stalin, alrededor de 480 000 chechenos e ingusetios, 120 000 karacháis – balkarios y turcos mesjetios, miles de calmucos y 200 000 kurdos y los alemanes del Cáucaso fueron deportados en masa a campos de concentración gulags de Asia Central y Siberia. Gran parte de ellos murieron.
Sin hacer un profundo y detallado estudio etnológico, la extrema diversidad étnica y religiosa de las poblaciones residentes en el Cáucaso condiciona en buena medida las crisis que sacuden la región en la actualidad y constituye, por eso mismo, un perfecto patrón para el estudio de las tensiones geopolíticas en la zona.
Desde el punto de vista etnológico, las poblaciones del Cáucaso pueden ser clasificadas en tres grupos lingüísticos principales: el grupo caucásico, presente en la zona desde la Prehistoria, incluye a georgianos, chechenos, abjasios, ingusetios, circasianos y la mayor parte de los pueblos del Daguestán (como ávaros o lezguinos). Los pueblos indoeuropeos son los armenios, los rusos (llegados desde el siglo XVI, en primer lugar los cosacos, más tarde agricultores y obreros), y los pueblos iranios (kurdos y osetios), sin olvidar la presencia de algunos griegos. Para terminar, el Cáucaso reúne igualmente a numerosos pueblos de lenguas próximas al turco, llegados desde Turquía o desde el Asia Central; se trata especialmente de los azeríes, los cumucos, los karachais o los balkarios.
Hay que tener en cuenta que muchos caucasianos han cambiado de lengua o de religión a lo largo del tiempo. En definitiva, el mapa de los grupos etnolingüísticos en la región presenta pues una gran diversidad, que puede ser generadora de múltiples problemas.

## Historia

Mapa del Cáucaso en la Antigüedad.

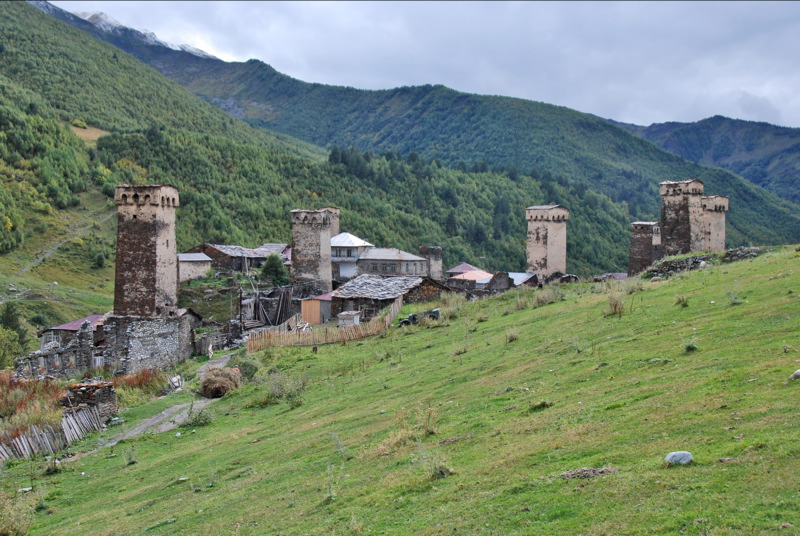
Remoto pueblo de Ushguli en Georgia.

La zona septentrional se relaciona con las llanuras del sur de Rusia y sus movimientos de pueblos, como los escitas en la Edad Antigua. La zona central es donde permanecen los pueblos originarios del Cáucaso.
En la Edad Antigua, la zona meridional estuvo dominada por los persas (solo en el sur, al norte de Irán), por los griegos tras las conquistas de Alejandro Magno, y más tarde por los romanos al sudoeste, y, al sudeste, por los persas (partos y sasánidas).
Durante los siglos VIII y IX, partes variables del sur del Cáucaso estuvieron ocupadas o en relación de vasallaje por Persia, Bizancio y el Califato Omeya. En los siglos XIII y XIV, fueron los turcos selyúcidas quienes invadieron la zona, especialmente la parte que hoy conocemos como Azerbaiyán (donde dejaron su lengua), Armenia y Georgia.
Durante los siglos XVI y XVIII el Cáucaso fue motivo de disputas entre Irán (por el sureste) y el Imperio otomano (por el suroeste, y a través de su vasallo el kanato de Crimea por el noroeste). Rusia llegó por el nordeste hasta el río Terek en tiempos del zar Iván el Terrible (mediados del siglo XVI), pero en siglo XVIII construyó una serie de fuertes en la línea Azov-Mozdok, derrotó al kanato de Crimea (conquistando la parte situada al norte del río Kubán en 1783 y construyendo la línea del Cáucaso), y mediante el Tratado de Gueórguiyevsk, la Rusia Imperial tomó parte de Georgia bajo su protectorado. A partir de este tratado, el gobierno ruso prohibió los idiomas propios de la zona e impuso el ruso, en un proceso de rusificación, y comenzó reformas a las que se resistió la población.[cita requerida]

La zona caucásica a finales del siglo.

Durante la Primera Guerra Mundial, las batallas libradas por los ejércitos de Rusia y Turquía se disputaron en esta zona (Campaña del Cáucaso) y muchas etnias lucharon del lado de los turcos. Entre 1915 y 1917 tuvo lugar en la zona el genocidio armenio.
Menos impacto tuvo en la región, aunque no por ello debe dejar de ser tenida en cuenta, la Segunda Guerra Mundial, durante la cual algunas unidades de la Wehrmacht pertenecientes al Grupo de Ejércitos Sur alcanzaron la región, llegando a ondear la bandera de la Alemania nazi en la cima del monte Elbrús. Incluso algunos miembros de grupos étnicos de la zona llegaron a formar unidades especiales en el seno de las SS, combatiendo bien contra el Ejército Rojo bien contra grupos partisanos en los Balcanes bien contra los Aliados occidentales.
En 1991, tras la disolución de la URSS se estableció la independencia de Armenia, Georgia, y Azerbaiyán.
Históricamente ha sido una zona de numerosos conflictos nacionalistas y étnicos, aún hoy día: conflicto entre Armenia y Azerbaiyán por el territorio del Alto Karabaj; intentos de secesión de Abjasia y de Osetia del Sur en Georgia; intervención rusa en Chechenia; genocidio de armenios a manos de Turquía; rebeliones kurdas en Turquía e Irán; etc.
Todos estos conflictos ha dejado en la zona un flagelo similar al que sufren de otras partes del mundo que tuvieron guerras olvidadas: las minas terrestres.
En 1991, Chechenia declaró la independencia, lo que determinó que muchos habitantes no chechenos huyeran del lugar. En 1993 comenzaron las hostilidades entre el Gobierno central checheno y la oposición. Esto decidió a Rusia a intervenir en 1994; los intensos bombardeos contra la capital chechena, Grozni, causaron gran destrucción y la marcha de la zona de unas doscientas mil personas. Actualmente Rusia sufre ataques ocasionales por parte de los terroristas en la región.
En 1992, apenas un año después de la disolución de la antigua URSS, comenzaron las escaramuzas por motivos interétnicos entre los ingusetios y los osetios del norte que hicieron que alrededor de cincuenta mil de los primeros tuvieran que huir de la zona en conflicto, Prigorodni, en Osetia del Norte.
El 8 de agosto de 2008, estalló la guerra de Osetia del Sur; Rusia ocupó Gori y algunos otros puntos estratégicos de Georgia como Poti. Con la mediación de la Unión Europea se logró el cese de los combates y la retirada de las fuerzas rusas de la parte de Georgia no incluida en Osetia del Sur o Abjasia (es decir, de Georgia propiamente dicha). Como consecuencia del conflicto, Rusia decidió reconocer la independencia de Abjasia y Osetia del Sur.